# Doromukti
Doromukti is een bestuurslaag in het regentschap Tuban van de provincie Oost-Java, Indonesië. Doromukti telt 3607 inwoners (volkstelling 2010).